# Кубок Угорщини з футболу
Ку́бок Уго́рщини з футбо́лу (угор. Magyar labdarúgókupa) — другий за значимістю після чемпіонату футбольний турнір в Угорщині, у якому визначається володар національного кубка. Проходить за системою плей-оф. Заснований у 1909 році.

## Переможці
| Клуб            | Перемоги | Роки |
| --------------- | -------- | --- |
| Ференцварош     | 24       | 1913, 1922, 1927, 1928, 1933, 1935, 1942, 1943, 1944, 1958, 1972, 1974, 1976, 1978, 1991, 1993, 1994, 1995, 2003, 2004, 2015, 2016, 2017, 2022 |
| МТК             | 12       | 1910, 1911, 1912, 1914, 1923, 1925, 1932, 1952, 1968, 1997, 1998, 2000                                                                         |
| Уйпешт          | 11       | 1969, 1970, 1975, 1982, 1983, 1987, 1992, 2002, 2014, 2018, 2021                                                                               |
| Будапешт Гонвед | 8        | 1926, 1964, 1985, 1989, 1996, 2007, 2009, 2020                                                                                                 |
| Дебрецен        | 6        | 1999, 2001, 2008, 2010, 2012, 2013 |
| Дьйор           | 4        | 1965, 1966, 1967, 1979 |
| Вашаш           | 4        | 1955, 1973, 1981, 1986 |
| Пакш            | 2        | 2024, 2025 |
| Фегервар        | 2        | 2006, 2019 |
| Діошдьйор       | 2        | 1977, 1980 |
| Бочкаї          | 1        | 1930 |
| Керюлеті        | 1        | 1931 |
| Шорокшар        | 1        | 1934 |
| Сольнок         | 1        | 1941 |
| Шіофок          | 1        | 1984 |
| Бекешчаба       | 1        | 1988 |
| Печ             | 1        | 1990 |
| Шопрон          | 1        | 2005 |
| Кечкемет        | 1        | 2011 |
| Залаегерсег     | 1        | 2023 |